# Heo Ung
Heo Ung (허웅?; Seul, 5 agosto 1993) è un cestista sudcoreano.

## Biografia
È il figlio dell'allenatore ed ex cestista Heo Jae e fratello di Heo Hun, a sua volta cestista.

## Carriera
Con la Corea del Sud ha disputato i Campionati asiatici del 2017.